# Roger Byrne
Roger William Byrne (Mánchester, 8 de septiembre de 1929-Múnich, 6 de febrero de 1958) fue un futbolista inglés y capitán del Manchester United FC. Fue uno de los ocho jugadores del Manchester United que perdieron sus vidas en el desastre aéreo de Múnich el 6 de febrero de 1958. También fue internacional con la selección de fútbol de Inglaterra disputando la Copa Mundial de Fútbol de 1958.

## Biografía
Byrne nació en septiembre de 1929 en el distrito de Gorton Manchester, el único hijo de William y Jessie Byrne.
Hizo 33 apariciones con la selección de Inglaterra, y fue capitán del Manchester United a partir de la temporada 1953-1954, después de solo dos temporadas en el primer equipo. El capitán del equipo legendario de la época,los "Busby Babes", jugando como una vuelta completa del estilo tradicional, similar a un barrendero de hoy en día. Anteriormente había sido alineado al ala media y exterior izquierdo y fue una prueba de su versatilidad que, a pesar de ser natural derecho unilateral, que debería haber sido un éxito en una variedad de posiciones.
Antes de su debut en el primer equipo del Manchester, Byrne se comprometió al Servicio Nacional de la Fuerza Aérea Real.
Byrne nunca fue considerado como el más dotado de los futbolistas. Su abordaje podría ser sospechoso y su juego aéreo fue descrito como no mejor que la media, pero su increíble ética de trabajo e inteligencia futbolística le permitió posicionarse y reaccionar ante el peligro con rapidez. Innovadora, también era experta en hacer carreras de avance y unirse a los ataques en momentos en que se esperaba backs completos solamente dar un paso atrás y defender. Tal vez su mejor cualidad era su habilidad para inspirar a los jugadores con su liderazgo carismático. Incluso más de medio siglo después de su muerte, sigue siendo considerado como uno de los grandes capitanes del Manchester United.
Obtuvo medallas de la liga de la victoria en 1952, 1956 y 1957, y fue segundo en la Copa FA por detrás de Aston Villa en 1957.
Byrne también fue miembro regular de la selección inglesa de Walter Winterbottom durante la década de 1950 y fue considerado un posible capitán de la selección nacional después de la retirada del capitán titular, Billy Wright. Su total de 33 tapas de Inglaterra se impuso en todas las luminarias consecutivas. Apareció en todos internacional inglés de su debut ante Escocia en abril de 1954 y su último partido contra Francia en noviembre de 1957. Esto sigue siendo un récord.
Tenía solo 28 años cuando murió en el desastre aéreo de Múnich, y al llegar a casa, habría recibido la noticia de que su esposa Joy estaba esperando su primer hijo. Solo se habían casado el año anterior. También fue sobrevivido por sus dos padres.
Ocho meses después de su muerte, Roger Jr. nació, y durante la década de 1960 y principios de 1970 era un recogepelotas en Old Trafford. Roger Jr. murió en diciembre de 2011 53 años como consecuencia de un cáncer. Vivía en Swindon, Wiltshire, y había estado trabajando en un papel mayor para el consejo local. Fue sobrevivido por su alegría madre, que a estas alturas estaba ya en sus años setenta. 
Funeral de Roger Byrne principal se celebró en Flixton iglesia parroquial y su cuerpo fue cremado. 
Algunos años después de su muerte, una calle en una nueva urbanización cerca del centro de la ciudad de Mánchester fue nombrado después de él - Roger Byrne Close. Otras carreteras y caminos en la finca incluyen Tommy Taylor Close, Eddie Colman Close, Mark Jones Walk, Billy Whelan Walk y David Pegg Walk, así como un complejo de viviendas llamado Duncan Edwards Court, todos los cuales llevan el nombre de otros jugadores que murieron en Múnich. 
Su biografía, Roger Byrne, el capitán de los Busby Babes, escrito por Iain McCartney, fue publicado el 2 de diciembre de 2000. 
El drama de la televisión 2,011 Unidas, centrado en los éxitos de los Busby Babes y la destrucción del equipo en el desastre aéreo de Múnich, llamado erróneamente Mark Jones como el capitán del equipo. Sorprendentemente, Byrne no era miembro acreditado del elenco.
- Datos: Q344862
- Multimedia: Roger Byrne / Q344862